# Alessandro D'Avenia
Alessandro D'Avenia (Palermo, 2 maggio 1977) è uno scrittore, insegnante e sceneggiatore italiano.

## Biografia
Alessandro D'Avenia, nato il 2 maggio 1977 a Palermo, è uno scrittore e insegnante di lettere. Fin da giovane è stato influenzato dalla figura di don Pino Puglisi, conosciuto durante gli anni di scuola al Liceo classico Vittorio Emanuele II di Palermo. Dopo essersi laureato in Lettere classiche alla Sapienza di Roma nel 2000, ha ottenuto una borsa di studio che gli ha permesso di conseguire un dottorato di ricerca all'Università degli Studi di Siena nel 2004, con una tesi sulle sirene in Omero e il loro rapporto con le Muse nell'antichità.
Parallelamente agli studi accademici, D'Avenia ha fondato una compagnia teatrale dilettante e ha diretto un cortometraggio. Nel 2006 ha completato un master in Produzione cinematografica presso l'Università Cattolica del Sacro Cuore di Milano. Ha partecipato attivamente ai Colloqui fiorentini ed è attualmente insegnante di lettere al Collegio San Carlo di Milano.
La sua carriera di scrittore ha avuto inizio contemporaneamente a quella di insegnante. Nel 2010 ha pubblicato il suo romanzo d'esordio, Bianca come il latte, rossa come il sangue, che ha riscosso un grande successo internazionale, vendendo oltre un milione di copie e venendo tradotto in 22 lingue. Nel novembre 2011 ha pubblicato il suo secondo romanzo, Cose che nessuno sa, tradotto in 10 lingue. D'Avenia ha anche collaborato con alcuni quotidiani italiani, tra cui Avvenire, Corriere della Sera e La Stampa.
Dal gennaio 2018 tiene una rubrica settimanale sul Corriere della Sera intitolata "Ultimo banco", in cui esplora il mondo dei giovani da diverse prospettive. Come sceneggiatore, ha lavorato su alcuni episodi della serie televisiva Life Bites - Pillole di vita prodotta da Disney Italia nel 2008. Ha anche contribuito alla sceneggiatura del film Bianca come il latte, rossa come il sangue, uscito nelle sale cinematografiche nell'aprile 2013.
D'Avenia ha continuato a scrivere romanzi di successo, tra cui il suo terzo libro Ciò che inferno non è nel 2014, tradotto in 3 lingue, e il suo quarto libro L'arte di essere fragili. Come Leopardi può salvarti la vita nel 2016, che è diventato anche un'opera teatrale diretto da Gabriele Vacis con scenofonie di Roberto Tarasco e un cortometraggio. Nel 2017 è uscito il suo quinto libro, Ogni storia è una storia d'amore, seguito nel 2020 dal suo sesto libro, L'appello. Quest'ultimo è stato accompagnato anche da un racconto teatrale disponibile su YouTube a partire dal 10 dicembre dello stesso anno. Nel 2023 ha pubblicato il libro Resisti, cuore. L’Odissea e l’arte di essere mortali. I primi tre libri di D'Avenia sono stati elencati tra i dieci libri più amati dai giovani italiani secondo il sito del MIUR.

## Opere

### Romanzi
- Bianca come il latte, rossa come il sangue, Collana Scrittori italiani e stranieri, Milano, Mondadori, 2010, ISBN 978-88-045-9518-2.
- Cose che nessuno sa, Collana Scrittori italiani e stranieri, Milano, Mondadori, 2011, ISBN 978-88-046-0916-2.
- Ciò che inferno non è, Collana Scrittori italiani e stranieri, Milano, Mondadori, 2014, ISBN 978-88-046-4712-6.
- L'appello, Collana Scrittori italiani e stranieri, Milano, Mondadori, 2020, ISBN 978-88-047-3424-6.
- Resisti, cuore. L'Odissea e l'arte di essere mortali, Milano, Mondadori, 2023, ISBN 978-88-047-8165-3.

### Saggi
- L'arte di essere fragili. Come Leopardi può salvarti la vita, Collana Scrittori italiani e stranieri, Milano, Mondadori, 2016, ISBN 978-88-046-6579-3.
- Ogni storia è una storia d’amore, Collana Scrittori italiani e stranieri, Milano, Mondadori, 2017, ISBN 978-88-046-8157-1.